# Carmilla (webserie)
Carmilla è una webserie canadese in lingua inglese co-creata da Jordan Hall, Steph Ouaknine e Jay Bennett. È ispirata all'omonimo racconto horror di Joseph Sheridan Le Fanu, interpretata da Natasha Negovanlis (Carmilla) ed Elise Bauman (Laura).
Composta da quattro stagioni (tre stagioni complete più una mini-stagione bonus), la serie è pubblicata interamente online sulla piattaforma YouTube. Le prime due stagioni sono state pubblicate sul canale VervegirlTV (ora KindaTV) di VervegirlMagazine, in lingua inglese con sottotitoli in varie altre lingue (compreso l'italiano). Per quanto riguarda la Stagione Zero, stagione bonus, soltanto il primo episodio viene pubblicato sullo stesso canale delle stagioni precedenti; a partire dal secondo episodio, infatti, viene pubblicata sul canale ufficiale di U by Kotex.
Il primo episodio della serie è stato pubblicato il 19 agosto 2014.
Gli episodi sono girati con la tecnica del single-camera setup, nello stile di un vlog.
La webserie offre un'esperienza multi-piattaforma in altri social network, in quanto i fan possono seguire degli account creati appositamente per i personaggi della serie su Twitter, così da poter avere ulteriori informazioni e dettagli anche quando questi ultimi non sono "sullo schermo".
La prima stagione, che attualmente vanta più di 21 milioni di visualizzazioni, è composta da 36 episodi dalla durata che varia da 3 ai 7 minuti. Il 24 dicembre 2014 è stata pubblicata una puntata speciale a tema natalizio.
La seconda stagione è anch'essa composta da 36 episodi della stessa durata media: quest'ultima è iniziata il 2 giugno 2015 e l'episodio finale, della durata di 16 minuti, è stato pubblicato il 1 ottobre 2015, ed è, fino ad ora, l'episodio più lungo presente nella serie.
Lo stesso giorno in cui è terminata la seconda stagione, viene annunciata, con un video sul canale VervegirlTV, la stagione bonus rinominata "Season Zero" (Stagione Zero), iniziata il 22 ottobre 2015, composta da 12 episodi. Gli ultimi due episodi della mini-stagione sono stati pubblicati il 24 novembre 2015.
Il 13 febbraio 2016 viene annunciata, sul canale VervegirlTV (che il 24 febbraio 2016 ha subito un rebrand ed ha cambiato nome in KindaTV), la terza stagione della serie; stagione finale, che verrà trasmessa nell'estate dello stesso anno.
La serie Carmilla è stata molto elogiata per il suo cast quasi completamente femminile, all'interno del quale sono inoltre presenti varie rappresentazioni di personaggi LGBT.
La serie è prodotta dalla marca di assorbenti U by Kotex.

## Trama

### Prima stagione
La serie inizia come il vlog di una coraggiosa, tenace e, in un certo senso, ingenua matricola della Silas University, Laura Hollis (Elise Bauman). Quando da un giorno all'altro la sua festaiola coinquilina Betty (Grace Glowicki) sparisce misteriosamente, a Laura viene assegnata una nuova compagna di stanza, la tenebrosa  Carmilla Karnstein (Natasha Negovanlis). Dopo che le è stata negata qualsiasi informazione riguardo a dove sia finita Betty, Laura, aiutata dai suoi amici, scopre che la sua ex coinquilina non è l'unica ragazza che risulta sparita alla Silas, e che Carmilla potrebbe avere a che fare con le sparizioni.
Con il procedere della serie si scopre che Carmilla è un vampiro, alla quale la sua matrigna, rettrice della Silas University, ha comandato di rifornirla con delle vergini sacrificali.
Ciò nonostante, Carmilla dissente dalle azioni della matrigna e accetta la richiesta d'aiuto di Laura e i suoi amici per salvare Betty. Laura, che è il prossimo bersaglio della rettrice, si rende conto di provare dei sentimenti nei confronti di Carmilla, e finisce, pian piano, per innamorarsene, mentre quest'ultima fa di tutto per proteggerla e portare in salvo le ragazze scomparse.

### Seconda stagione
Con la seconda stagione ci si ritrova in una nuova ambientazione che successivamente si scopre essere la vecchia casa della rettrice, dove Laura, Carmilla e i loro amici sono tornati alla Silas University dopo un tentativo di fuga non riuscito.
Intenti ad attendere il momento migliore per organizzare una nuova fuga, si ritrovano con i loro piani mandati all'aria dalla scoperta dei diversi omicidi avvenuti nel campus. Laura si decide quindi a trovare gli assassini, cercando di conciliare il suo nuovo ruolo di "Voce della Silas" e la sua relazione con Carmilla.
I misteri iniziano ad infittirsi quando alla Silas arrivano Matska "Mattie" Belmonde (Sophia Walker), sorellastra vampiro di Carmilla, e il Barone Vordenberg (Ian D. Clark), il discendente di un cacciatore di vampiri al quale Carmilla, in passato, aveva sterminato la famiglia.

### Stagione Zero
Laura e Carmilla, intrappolate nella libreria, trovano delle vecchie videocassette: in queste sono presenti dei filmati del 2012, dove delle giovani Perry, Mel e Carmilla sono intente a risolvere alcuni misteri.

## Personaggi e interpreti

### Personaggi principali
- Laura Hollis (interpretata da Elise Bauman)[10] è la coraggiosa protagonista. Ha 19 anni e studia giornalismo. È cresciuta con un padre iper-protettivo che è disposto a fare di tutto pur di proteggere la sua unica figlia. Nonostante abbia un debole per i dolci, è di corporatura minuta, e quand'era bambina il padre l'ha iscritta ad un corso di krav maga così che potesse imparare a difendersi da sola. Secchiona ed amante dei libri, Laura ha un'adorabile personalità ed è ferocemente fedele ai suoi amici. Laura è appassionata di vari soggetti della cultura pop moderna, tra i quali Harry Potter, Buffy l'ammazzavampiri e Doctor Who, ed è profondamente ispirata dalle storiche icone femminili. Inizialmente Laura non nasconde la sua antipatia nei confronti di Carmilla, ma con il procedere della serie, conoscendo Carmilla per chi è veramente, finisce per innamorarsene, per poi instaurare con lei una vera e propria relazione nella seconda stagione. Rimane implicito il fatto che Laura non abbia una madre, dal momento che la sua famiglia è descritta come simile a quella del personaggio del romanzo originale di Sheridan Le Fanu, la madre di Laura è morta quando lei era bambina. Si conosce poco del suo passato, se non le poche informazioni di base che vengono menzionate durante la prima stagione.
- Carmilla Karnstein (interpretata da Natasha Negovanlis)[11] è la nuova coinquilina di Laura. Nata in Stiria nel 1680 come Mircalla Karnstein, figlia di un Conte, è stata uccisa durante un ballo e successivamente riportata in vita come vampiro, e per via di questo ha 18 anni per l'eternità. È la "figlia adottiva" della rettrice della Silas University, Lilita Morgan (anch'essa un vampiro), che la costringe a portarle delle giovani ragazze come sacrificio per il "demone-pesce", che nelle credenze della sua setta è un dio. Nel XIX secolo Carmilla si innamorò di una ragazza di nome Ell, una delle ragazze sacrificali obiettivo della matrigna. Carmilla cercò di proteggere Ell dalla matrigna, ma quando quest'ultima rivelò ad Ell che Carmilla è un vampiro, la ragazza respinse l'amore di Carmilla. Carmilla fu allora costretta ad assistere alla morte di Ell; fu torturata ed immersa in una bara di sangue, seppellita poi per diversi decenni, come punizione per aver disobbedito alla matrigna. Venne liberata durante la seconda guerra mondiale, con l'ausilio di una bomba, che esplodendo dissotterrò la sua bara. Carmilla venne poi ritrovata dalla matrigna, che la costrinse nuovamente a tornare al suo servizio nel suo ruolo di adescatrice di ragazze. Finì per seguire la matrigna fino alla Silas University, dove ora è assegnata come compagna di stanza di Laura, prossimo obiettivo della malvagia rettrice. Carmilla è però profondamente attratta da Laura, e si ripromette di fare in modo che la matrigna non le faccia alcun male. All'inizio della seconda stagione è chiaro che è in una relazione con Laura. Carmilla è un'ostinata e sarcastica studentessa di filosofia che lascia in continuazione sporco e disordine nella camera che condivide con Laura; spesso, inoltre, utilizza oggetti appartenenti a quest'ultima senza il suo permesso. Ha dei poteri speciali: velocità e forza sovrannaturali e la capacità di trasformarsi in un gigantesco gatto nero.
- Danny Lawrence (interpretata da Sharon Belle)[12] è una studentessa di letteratura inglese del terzo anno alla Silas University. È un membro della "Summer Society", una confraternita dell'università, e ha una forte tendenza a proteggere con tutta sé stessa chiunque le stia a cuore. Atletica ed affascinante, dimostra di provare dei sentimenti per Laura; sentimenti che all'inizio della prima stagione sembrano ricambiati, ma con il procedere della serie, Laura trova l'iper-protettività di Danny sempre più soffocante, ricordandole troppo il comportamento di suo padre. Danny non va spesso d'accordo con Carmilla, ritenendola maleducata e disordinata, ma cerca di mettere da parte questi suoi sentimenti di antipatia per fare un piacere a Laura. Nella seconda stagione la sua amicizia con Laura viene restaurata e le due tornano a collaborare. La giovane studentessa diventa inoltre la rappresentante degli studenti al Consiglio amministrativo della Silas University. Viene emarginata dalla "Summer Society" per aver preso le difese di Kirsch contro gli altri membri della confraternita. Alla fine della seconda stagione viene pugnalata alle spalle da Theo.
- Susan LaFontaine (personaggio interpretato da Kaitlyn Alexander),[13] studente genderqueer all'ultimo anno di studi di biologia alla Silas University, migliore amico/a di Lola Perry. LaFontaine preferisce essere chiamata/o con il suo cognome, correggendo chiunque lo/a chiami utilizzando il nome "Susan". Non vuole che ci si riferisca alla sua persona né con pronomi femminili, né con quelli maschili. Gli autori hanno confermato che i suoi pronomi sono "they/them/theirs" (non traducibili in italiano). LaFontaine è l'unico personaggio della serie che sembra non stupirsi né scandalizzarsi ogni qual volta si scoprono cose strane o sovrannaturali alla Silas; è inoltre la prima persona ad accusare Carmilla di essere un vampiro. Durante la prima stagione viene rapito/a dalla rettrice, riuscendo poi a tornare dai suoi amici. Laura menziona in un episodio che LaFontaine e J.P. potrebbero avere una relazione, ma la cosa non è mai stata confermata da LaFontaine.
- Lola Perry (interpretata da Annie Briggs)[13] è una studentessa tedesca, all'ultimo anno di studi alla Silas University, compagna di stanza e migliore amica di LaFontaine. Gli studenti si riferiscono a lei come "Perry". Personaggio premuroso che in un certo senso fa da figura materna per i suoi amici, ha la forte necessità che ci sia sempre ordine e crede fortemente nella normalità. Inizialmente si rifiuta di credere che Carmilla sia un vampiro, trovando diverse scuse per il suo strano comportamento. Nell'episodio speciale natalizio afferma di festeggiare il Chanukkah. Durante la serie ha dato segnali che fanno supporre provi dei sentimenti per LaFontaine, che conosce dai tempi della scuola elementare. Verso la fine della seconda stagione, inizia ad avere dei comportamenti strani, che preoccupano LaFontaine. Nella Stagione Zero, ambientata nel 2012, Perry è una ragazza attratta dall'occulto; porta dei fiori tra i capelli ed è interessata alle pratiche di meditazione New Age.

### Personaggi secondari
- Wilson Kirsch (interpretato da Matt O'Connor) è uno studente della Silas University, membro della confraternita "Zeta Omega Mu". Kirsch ha l'innato desiderio di proteggere gli altri. Quando conosce Laura, le dà il soprannome "Piccola nerd" e si offre di essere il suo "accompagnatore di sicurezza Zeta Omega Mu". Si unisce a Laura e ai suoi amici nella ricerca delle ragazze scomparse alla Silas. Nella seconda stagione rivela a Danny di provare dei sentimenti per lei, ma questi sentimenti non sono ricambiati.
- Will Luce (interpretato da Aaron Chartrand)[13] è un vampiro, membro della confraternita "Zeta Omega Mu", migliore amico di Kirsch. Will è il "fratellastro" minore di Carmilla, e anch'esso è stato riportato in vita dalla rettrice. Usa riferirsi alla sorellastra come "Gattina", mentre quest'ultima, in risposta, lo chiama con l'appellativo "cocco di mamma" per la sua tendenza a soddisfare ogni richiesta della rettrice, loro "matrigna". Durante la prima stagione tenta di attaccare Laura, ma quest'ultima viene difesa da Carmilla. Viene infilzato da Perry e muore alla fine della prima stagione.
- Elizabeth "Betty" Spielsdorf (interpretata da Grace Glowicki) è la compagna di stanza di Laura all'inizio della prima stagione. Prima di venire rapita dalla rettrice, sembra essere una ragazza festaiola e senza preoccupazioni. Una volta scomparsa, Laura si ripromette di scoprire che cosa sia successo alla sua coinquilina, che, una volta ritrovata, si scopre in realtà essere completamente diversa dalla ragazza che Laura e i suoi amici conoscevano. Betty, in realtà, è infatti molto intelligente e ordinata, ed era la migliore della classe alle scuole superiori. Si scopre che era stata vittima di un lavaggio al cervello, ed era stata spinta ad iscriversi alla Silas University. Una volta tornata in sé, si presenta molto maleducata nei confronti di Laura, e richiede il trasferimento all'Università di Princeton.
- Sarah Jane (interpretata da Breton Lalama) è una studentessa di medicina alla Silas University. Sarah stava partecipando ad una festa del gruppo nuotatori quando sparì. Ritornò misteriosamente da un giorno all'altro con strani comportamenti e una voglia irrefrenabile di fare festa, senza però ricordarsi cosa le fosse accaduto. Durante la prima stagione è in una relazione con Kirsch, ma mentre si trovava con lui ad una festa, cadde da una finestra mentre si era sporta dicendo di voler raggiungere la rettrice. La caduta la uccise.
- Natalie (interpretata da Lisa Truong) è una studentessa della Silas University, una delle ragazze scomparse. Dopo essere misteriosamente ritornata alla Silas, come Sarah Jane, non ricorda nulla di quel che le è accaduto e si comporta da festaiola. Stava partecipando ad una festa a tema "Pace di Augusta" quando sparì di nuovo, per poi venire salvata da Laura e i suoi amici alla fine della prima stagione.
- Elsie (interpretata da Paige Haight) è una studentessa della Silas University, "compagna di studio" di Carmilla all'inizio della prima stagione. Elsie è una delle ragazze misteriosamente scomparse e poi salvate alla fine della prima stagione.
- J.P. Armitage (doppiato da Dillon Taylor (prima stagione), interpretato da Aaron Chartrand (seconda stagione)) è uno studente della Silas University del XIX secolo, rimasto bloccato all'interno del sistema informatico del campus. Inizialmente J.P. viveva all'interno dei computer della libreria, ma successivamente viene trasferito in una chiavetta USB da LaFontaine, così da poter essere portato nella camera di Laura e Carmilla. J.P. si rivela un ottimo aiuto per Laura e i suoi amici nella ricerca di informazioni per fermare i malefici piani della rettrice. La chiavetta USB dove risiede viene distrutta dalla rettrice, ma poi si scopre che LaFontaine aveva effettuato un backup, mantenendo vivo J.P.. Laura menziona in un episodio che LaFontaine e J.P. potrebbero avere una relazione, ma la cosa non è mai stata confermata da nessuno dei due. Durante la seconda stagione la libreria del campus viene fatta scomparire da Mattie, che ha preso il controllo della Silas, e con la libreria viene persa parte di J.P., contenuta in essa. LaFontaine riesce però a dare nuovamente vita a J.P. trasferendolo nel corpo di Will, dopo averlo trovato durante una visita al cratere Lustig, dove, alla fine della prima stagione, si era svolta la grande battaglia con la rettrice. Dal momento che il corpo in cui risiede J.P. è quello di un vampiro, ora anche quest'ultimo possiede dei poteri sovrannaturali, presumibilmente gli stessi di cui era in possesso Will.
- Theodore "Theo" Straka (interpretato da Shannon Kook) è un membro della confraternita "Zeta Omega Mu", personaggio introdotto a partire dalla seconda stagione. Sembra non andare d'accordo con i membri della "Summer Society", in particolare con Mel, ed è molto protettivo nei confronti degli altri membri della sua confraternita. Alla fine della seconda stagione pugnala alle spalle Danny, uccidendola.
- Melanippe "Mel" Callis (interpretata da Nicole Stamp) è un membro della confraternita "Summer Society", personaggio introdotto a partire dalla seconda stagione. Ambiziosa, fiera e leale nei confronti degli altri membri della sua confraternita, coraggiosa ed arrogante, non va d'accordo con Danny e con i membri della "Zeta Omega Mu". Mel si sforza di rivendicare il titolo di presidente della "Summer Society", che secondo lei non spetta più a Danny. Secondo Mel, infatti, quest'ultima ha fraternizzato con i membri della "Zeta Omega Mu" e collabora troppo con Laura e Carmilla: tutto questo causa la sua retrocessione. Quando Mel minaccia di uccidere Kirsch durante la "Caccia di Adone", viene fermata da Danny. Quest'ultima, a causa del suo gesto, perde le elezioni, e Mel diventa il nuovo presidente della "Summer Society". Ciò nonostante, Mel prende ancora ordini da Danny, che resta la rappresentante degli studenti al Consiglio amministrativo della Silas University. Nella Stagione Zero, ambientata nel 2012, Mel è una ragazza timida e nerd; porta gli occhiali e veste in maniera tradizionale.
- Matska "Mattie" Belmonde (interpretata da Sophia Walker) è il presidente del Consiglio amministrativo della Silas University, personaggio introdotto a partire dalla seconda stagione. Anche Mattie è un vampiro ed è stata riportata in vita dalla rettrice. Ciò fa di lei la "sorellastra" maggiore di Carmilla. La sua relazione con Carmilla è diversa da quella che ha con la matrigna e gli altri fratellastri; infatti tra le due c'è una grande amicizia, e si sono aiutate e supportate l'un l'altra per più di 300 anni. Ciò nonostante, Mattie rimprovera spesso Carmilla per la sua relazione con Laura. Quando perde il suo ruolo di presidente del Consiglio amministrativo, battuta alle elezioni da Vordenberg, diventa una fuggitiva, dal momento che quest'ultimo ordina la detenzione di tutti i vampiri. Viene uccisa da Danny, che viene a conoscenza del metodo per ucciderla da Laura, alla quale Carmilla aveva segretamente confessato la cosa per fare in modo che potesse difendersi in caso di necessità. La sua morte è un duro colpo per Carmilla, che finisce per rivoltarsi contro Laura e i suoi amici.
- Barone Vordenberg (interpretato da Ian D. Clark) è un membro del Consiglio amministrativo della Silas University, personaggio introdotto a partire dalla seconda stagione. Inizialmente sembra essere un gentile e saggio signore anziano che desidera aiutare Laura, ma in realtà ha un grande disprezzo nei confronti di Carmilla, che 300 anni prima ha sterminato la sua famiglia. Quando Laura lo aiuta a diventare il presidente del Consiglio amministrativo, Vordenberg si rivela per chi è veramente, e, mostrando il suo lato più vendicativo, ordina la detenzione di tutti i vampiri presenti alla Silas.
- Sherman Hollis (interpretato da Enrico Colantoni) è il padre di Laura.

## Episodi
| Stagione         | Episodi | Anno di pubblicazione |
| ---------------- | ------- | --------------------- |
| Prima stagione   | 36 + 1  | 2014                  |
| Seconda stagione | 36      | 2015                  |
| Stagione Zero    | 12      | 2015                  |
| Terza Stagione   | 36      | 2016                  |

## Premi e riconoscimenti
| Anno | Evento                       | Categoria                              | Esito           | Note   |
| ---- | ---------------------------- | -------------------------------------- | --------------- | ------ |
| 2014 | AfterEllen Visibility Awards | Favorite Web Series                    | Vincitore/trice | [ 14 ] |
| 2015 | Shorty Awards                | Favorite Webshow                       | Candidato/a     | [ 15 ] |
| 2015 | Streamy Awards               | Best Drama                             | Candidato/a     | [ 16 ] |
| 2015 | AfterEllen Visibility Awards | Favorite Lesbian / Bi TV Character     | Vincitore/trice | [ 17 ] |
| 2015 | AfterEllen Visibility Awards | Favorite Fictional Lesbian Couple      | Vincitore/trice | [ 18 ] |
| 2015 | AfterEllen Visibility Awards | Best Web Series                        | Vincitore/trice | [ 19 ] |
| 2015 | AfterEllen Visibility Awards | Best Lesbian / Bi Ally                 | Vincitore/trice | [ 20 ] |
| 2016 | Canadian Screen Awards       | Digital Media Program/Series - Fiction | Vincitore/trice | [ 21 ] |